# Dinastia de Avã
A dinastia de Avã (em sumério: 𒈗𒂊𒉈𒀀𒉿𒀭𒆠; romaniz.: lugal-ene a-wa-an ki; lit. "Reis de Avã") foi a primeira dinastia da cidade Avã a ser existida em Elão. Ela foi sucedida pela dinastia de Simasqui e mais tarde pela Epartida.

## História

### Elão e a Suméria
De acordo com a Lista dos reis da Suméria, uma dinastia de Avã exerceu hegemonia na Suméria após derrotar a primeira dinastia de Ur, provavelmente no século XXV a.C.. Ele menciona três reis de Avã, que supostamente reinaram por um total de 356 anos.
Sabe-se também que os reis de Avã fizeram incursões na Mesopotâmia, onde se chocaram contra as mais poderosas cidades-estado desse período, Quis e Lagas. Um desses incidentes está registrado em uma tabuinha endereçada a Enetarzi, um governante menor ou governador de Lagas, testemunhando que um grupo de 600 elamitas foi interceptado e derrotado enquanto tentava fugir do porto para saquear.
Uma antiga inscrição votiva acádia de Sargão da Acádia comemora as vitórias sobre Elão e Barasi, e entre os oponentes derrotados estava Luquissã (r. 2215–2190 a.C.), que provavelmente foi levado cativo.

### Puzur-Insusinaque e a queda da primeira dinastia

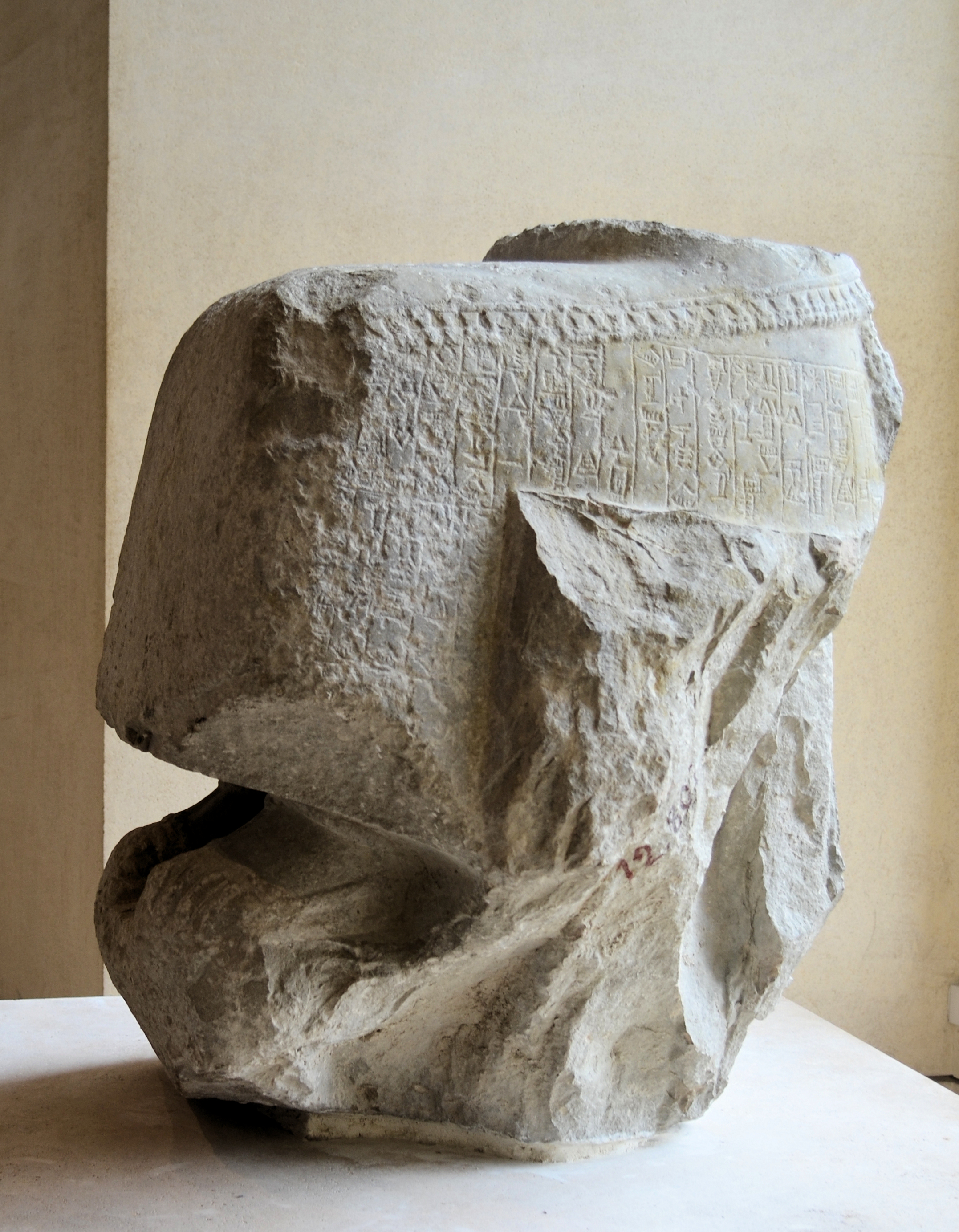
Metade da estátua de Cutique-Insusinaque

Quando o Império Acádio começou a ter queda por volta de 2 240 a.C., foi Puzur-Insusinaque (r. 2040–2015 a.C.) (ou Cutique-Insusinaque), o governador de Susã em nome da Acádia, que libertou Avã e Elão, subindo ao trono.
Nessa época, Susã começou a ganhar influência em Elão (mais tarde, Elão seria chamado de Susiana), e a cidade começou a se encher de templos e monumentos. Cutique-Insusinaque em seguida derrotou Quimas e Hurtum (cidades vizinhas se rebelando contra ele), destruindo 70 cidades em um dia. Em seguida, ele estabeleceu sua posição como rei, derrotando todos os seus rivais e tomando Ansã, a capital. Não satisfeito com isso, ele lançou uma campanha de devastação em todo o norte da Suméria, conquistando cidades importantes como Esnuna. Quando ele finalmente conquistou Acádia, ele foi declarado rei dos quatro quadrantes, dono do mundo conhecido. Mais tarde, Ur-Namu de Ur, fundador da 3ª dinastia de Ur derrotou Elão, encerrando a primeira dinastia de Avã.

### Segunda dinastia
Após a queda, foi fundada a segunda dinastia de Avã (ou Avã II), onde estava dois últimos reis, Hielu II (r. 2015–1990 a.C.) e Cudur-Lagamar (r. 1990–1954 a.C.), que é o famoso rei bíblico Quedorlaomer. De acordo com as tábuas de Spartoli, os três reis "malignos" (Cudur-Cucumal de Elão, Tudula de Gutium e Eriacu de Larsa) partiram para atacar a Babilônia. É provável que estes reis (Suméria, Larsa, Gutium) sejam vassalos ou aliados de Cudur-Lagamar e, além disso, vieram de regiões distantes. Após a morte de Cudur-Lagamar, a dinastia Avã foi extinta.

## Lista de reis
Aqui é uma lista de reis baseada pelo historiador Gérard Gertoux:
| Rei               | Reinado             | Comentários                                                                |
| ----------------- | ------------------- | -------------------------------------------------------------------------- |
| Pieli             | ca. 2390–2 365 a.C. |                                                                            |
| Tari              | ca. 2365–2 340 a.C. |                                                                            |
| Ucutaquis         | ca. 2340–2 315 a.C. |                                                                            |
| Hisur             | ca. 2315–2 290 a.C. |                                                                            |
| Susuntarana       | ca. 2290–2 265 a.C. |                                                                            |
| Napilus           | ca. 2265–2 240 a.C. |                                                                            |
| Quicusimetenti    | ca. 2240–2 215 a.C. | Contemporâneo de Sargão da Acádia.                                         |
| Luquissã          | ca. 2215–2 190 a.C. |                                                                            |
| Hisepe-Ratepe     | ca. 2190–2 175 a.C. | Filho de Luquissã; Contemporâneo de Rimus da Acádia.                       |
| Espum             | ca. 2175–2 165 a.C. | Contemporâneo de Manistusu da Acádia.                                      |
| Ilismani          | ca. 2165–2 140 a.C. |                                                                            |
| Epirmupi          | ca. 2140–2 115 a.C. | Contemporâneo de Narã-Sim da Acádia.                                       |
| Desconhecido      | ca. 2115–2 090 a.C. |                                                                            |
| Hielu I           | ca. 2090–2 065 a.C. |                                                                            |
| Hita              | ca. 2065–2 040 a.C. |                                                                            |
| Puzur-Insusinaque | ca. 2040–2 015 a.C. | Filho de Simpiquesuque; Deposto por Ur-Namu de Ur, dando o fim à dinastia. |

Dois reis após o declínio de Avã:
| Rei                           | Reinado             | Comentários |
| ----------------------------- | ------------------- | --- |
| Hielu II                      | ca. 2015–1 990 a.C. | |
| Cudur-Lagamar ou Quedorlaomer | ca. 1990–1 954 a.C. | Contemporâneo de Abraão; Se juntou com três reis para lutar contra cinco na Batalha de Sidim; Foi morto por Bera de Sodoma. |